# Aloys von Seiller

Aloys von Seiller, um 1889

Aloys von Seiller, um 1880

Aloys Freiherr von Seiller (* 10. Dezember 1833 in Wien; † 12. Juni 1918 ebenda), aus der Familie der Seiller, war ein österreichischer Diplomat, k.u.k. geheimer Rat, außerordentlicher und bevollmächtigter Minister, Gesandter der österreichisch-ungarischen Monarchie unter anderem in Rio de Janeiro, Bern und Berlin.

## Leben
Der Sohn des Wiener Bürgermeisters Johann Kaspar von Seiller absolvierte 1856 die Diplomatenprüfung und war dann in Bern, München, Hannover, Stuttgart, Madrid und Kassel eingesetzt. 1865 kam er nach Sankt Petersburg und wurde 1872 zum Legationsrat Zweiter Kategorie ernannt. Ab 1872 war er Botschaftsrat in Berlin, ab 1876 in Rom. Von 1881 bis 1888 war er außerordentlicher Gesandter und bevollmächtigter Minister in Brasilien, anschließend Gesandter in Bern.
Seiller war verheiratet mit Amélie Vianna de Lima Baronne de Jaurú, der Tochter des brasilianischen Diplomaten Baron César Sauvan Jaurú. Aus der Ehe gingen die sechs Kinder Arthur (Bezirkshauptmann in Pola, Istrien), Madeleine, Viktor (österreichischer Militärattaché in Rom, Generalstabsoffizier), Paul (Diplomat), Marie Louise Röhrs und Erich (Besitzer des Austro-Lloyd Reisebüros) hervor.
Er trat 1895 als Geheimer Rat in den Ruhestand und lebte bis zu seinem Tod in Wien, Schmerlingplatz 2. Er ist auf dem Hietzinger Friedhof in Wien begraben.